# Белоголовский, Анатолий Фомич
Анатолий Фомич Белоголовский (1906—1950) — советский партийный и государственный деятель.

## Биография
Родился в Крыму. По комсомольской путевке был отправлен учиться в Москву. Закончив геологический институт, работал по специальности, ездил в экспедиции и стал первооткрывателем урановых месторождений.

### Семья
Пролетарского происхождения. Имел братьев и сестер, некоторые из которых умерли в детстве. В 1935 года женился на Вере Сергеевне Чеклиной, имел дочь Светлану и сына Владимира. Жена его всю жизнь занималась геологией, преподавала. Супруги похоронены на Ваганьковском кладбище Москвы.

### Адреса в Москве
Несколько лет жил в знаменитом Доме на набережной (квартира № 304), затем на Тверском бульваре доме 19 .

## Карьера
- в 1938-1939 годах работал в ЦК ВКП(б).
- с февраля 1939 по июнь 1941 — заместитель наркома тяжелого машиностроения.
- 1941-1942 заместитель начальника Главнефтесбыта.
- 1942-1948 — начальником центрального управления ВОХР Наркомата среднего машиностроения.
- c 1948 г. переходит на работу в Министерство геологии, управляющим конторы Союзалюмингеология.